# Comté de Steele (Minnesota)
Le Comté de Steele (en anglais : Steele County, [stiːl ˈkaʊnti]) est situé dans l’État du Minnesota, aux États-Unis. Il comptait 33 680 habitants en 2000. Son siège est Owatonna.